# Ljubomir Benčić
Ljubomir Benčić (* 2. Januar 1905 in Stari Grad (Hvar); † 24. Februar 1992 in Zagreb) war ein jugoslawischer Fußballtrainer und -spieler auf der Position eines Stürmers, der in beiden Eigenschaften über viele Jahre hinweg für seinen Heimatverein Hajduk Split tätig war.

## Laufbahn
Als Spieler war Ljubo Benčić gemäß vorliegenden Quellen von 1921 bis 1935 für den HNK Hajduk tätig, womit er zum Meisterkader der ersten beiden gewonnenen Meisterschaften des Vereins in den Jahren 1927 und 1929 gehört haben müsste. Auf der Website des HNK Hajduk wird er jedoch nur beim Gewinn des zweiten Meistertitels von 1929 aufgeführt. Ebenso verraten die Quellen nicht eindeutig, ob er als Trainer von Hajduk zwei oder drei kroatische Meistertitel in den 1940er-Jahren gewann. Während die Titel der Spielzeiten 1940/41 und 1946 unter seiner Führung unzweifelhaft sind, ist der Gewinn der Meisterschaft von 1945 unsicher, da er sich in jenem Jahr die Rolle des Cheftrainers mit Leo Lemešić teilte.
Als Spieler bestritt er zudem zwischen 1924 und 1927 fünf Länderspiele für Jugoslawien, in denen er zwei Tore erzielte. 
Neben seinen Trainerstationen beim HNK Hajduk, die er in Etappen zwischen 1939 und 1948 sowie später noch einmal in den Jahren 1955 und 1956 innehatte, trainierte Benčić unter anderem noch die Mannschaften des NK Zagreb und des FC Bologna. 

## Erfolge
- Jugoslawischer Meister: 1929 (als Spieler); möglicherweise auch 1927
- Kroatischer Meister: 1940/41, 1946 (als Trainer); möglicherweise auch 1945